# Sturmpanzerwagen Oberschlesien
Sturmpanzerwagen Oberschlesien je bil nemški prototipni tank prve svetovne vojne. Tank je bil hiter ter lahko oklepljen in je služil kot model nemškim tankom v drugi svetovni vojni.
Proti koncu prve svetovne vojne je bil edini nemški delujoči tank A7V. Vsi so se zavedali, da je ta tank velika polomija in da potrebujejo tank, ki bi bil okretnejši in dovolj poceni za serijsko proizvodnjo. Leta 1918 je 13 podjetij podpisalo pogodbo za proizvodnjo tanka. Ta tank je oblikoval Müller. Prototipa sta bila narejena v poljskem podjetju Oberschlesien Eisenwerk. Projekt je dobil naziv Oberschlesien. Še preden so začeli izdelovati prototipe tega tanka, so že delali načrte za izboljšan tank Oberschlesien II. Načrti za izboljšano verzijo so bili narejeni še pred koncem vojne.  